# Giuseppe Frezzolini
Giuseppe Frezzolini (Orvieto, 9 novembre 1789 – Orvieto, 10 marzo 1861) è stato un basso italiano, specializzato nei ruoli di basso buffo.
Fu il primo interprete, all'allora Teatro della Cannobiana di Milano (maggio del 1832), del personaggio di Dulcamara, medico imbonitore dell'opera L'elisir d'amore di Gaetano Donizetti.
Ebbe voce di basso leggero, non particolarmente bella, ma ben educata e gradevole all'ascolto. Fu uno dei principali bassi buffi della sua epoca, definito da Donizetti stesso "Principe de' bassi comici".
Punto di forza delle sue interpretazioni furono le non comuni doti di attore e la capacità di improvvisare sul palcoscenico.
Fu padre della celebre Erminia Frezzolini, importante soprano drammatico, fra le maggiori interpreti del repertorio verdiano.